# Козлов, Андрей Андреевич
Андре́й Андре́евич Козло́в (6 января 1965, Москва — 14 сентября 2006, Москва) — российский государственный деятель, финансист, первый заместитель Председателя Центрального банка Российской Федерации (1997—1999 и 2002—2006), член Совета директоров Банка России. Убит в результате нападения.

## Биография
Родился 6 января 1965 года в Москве, в 1982 году поступил на факультет международных экономических отношений Московского финансового института, который окончил в 1989 году (в 1983—1985 учёба прерывалась на два года срочной службой в армии).

### Карьера
В 1989—1990 годах — старший экономист, эксперт II категории Валютно-экономического управления Госбанка СССР, в 1990—1991 годах — экономист, эксперт I категории, ведущий эксперт, начальник отдела методологии фондовых операций Управления ценных бумаг Госбанка СССР, в 1991—1992 годах — начальник отдела по операциям с ценными бумагами Главного управления по регулированию денежного оборота Центрального банка Российской Федерации, в 1992—1995 годах — начальник Управления ценных бумаг Центрального банка Российской Федерации, в 1995—1996 годах — заместитель Председателя Центрального банка Российской Федерации — директор Департамента ценных бумаг, в 1996—1997 годах — заместитель Председателя Центрального банка Российской Федерации, в 1997—1999 годах — первый заместитель Председателя Центрального банка Российской Федерации. С 01.12.1998 года заведовал кафедрой «Деятельность Центрального банка» Финансовой академии при Правительстве РФ.
В 1999—2000 годах — председатель правления ЗАО «Банк Русский Стандарт», в 2000 году — частный консультант по проблемам реинжиниринга банковских бизнес-процессов, в 2000—2001 годах — генеральный директор компании «Мир АЭРОФЛОТА», в 2001—2002 годах — управляющий директор «Добровольческого корпуса по оказанию финансовых услуг» (США).
С 2002 года — первый заместитель председателя Центрального банка Российской Федерации. Он стал одним из первых, кого пригласил в свою команду новый председатель ЦБ Сергей Игнатьев. Он получил должность первого заместителя председателя, место в совете директоров ЦБ и ключевой пост председателя комитета банковского надзора, принимающего решения о выдаче и отзыве банковских лицензий. С принятием в 2003 году закона о страховании вкладов его роль резко возросла. Именно этот орган принимал решения о том, может ли тот или иной банк быть принят в систему страхования и принимать вклады от физических лиц. Для этого, в частности, от банков требовалось раскрыть информацию о реальных владельцах. Закончив отбор в систему страхования, ЦБ начал кампанию против банков, участвующих в отмывании и незаконном обналичивании денег.

### Личные качества, личная жизнь
Владел английским и немецким языками.
Был женат, имел троих детей: двух сыновей, Егора и Даниила, и дочь Ульяну.
Министр финансов России Алексей Кудрин назвал Козлова «очень смелым и честным человеком». По мнению Анатолия Чубайса, Козлов был «человеком безусловно честным, принципиальным и абсолютно не коммерческим». Александр Хандруев охарактеризовал Козлова как «удивительно талантливого и трудоспособного человека».

### Убийство
В 21:30 13 сентября 2006 года на улице Олений Вал, 3 в Москве, когда Андрей Козлов направлялся после традиционного футбольного матча, который устраивали между собой работники ЦБ в здании футбольного манежа «Спартак», к своему автомобилю, на него и его водителя было совершено нападение. Водитель погиб на месте, а банкир был тяжело ранен в шею и в голову и в критическом состоянии доставлен в 33-ю городскую больницу Москвы, где ему была проведена пятичасовая операция. В 5:30 следующего дня скончался, не приходя в сознание.
По мнению правоохранительных органов, преступление носило заказной характер. Заместитель председателя комитета Государственной думы по кредитным организациям и финансовым рынкам Анатолий Аксаков заявил, что покушение на жизнь первого заместителя председателя ЦБ «может быть связано с его профессиональной деятельностью». По словам Аксакова, Козлов «занимал жёсткую позицию по отношению к банкам, которые обналичивали, отмывали деньги или занимались другой противозаконной деятельностью». Сам Козлов ранее выступал за то, чтобы банкиры, замеченные в незаконном обналичивании денег, лишались права заниматься своей профессией пожизненно и заявлял в связи с этим: «Мы санитары леса, санитаров леса не любят, но кто-то должен это делать, и мы это делаем». Убийство связывалось, в частности, с расследованием махинаций с фальшивыми авизо.
Вице-президент Ассоциации региональных банков Александр Хандруев заявил в связи с убийством Козлова:

У меня не укладывается в голове, что кому-то из банковского сообщества было выгодно таким образом решать свои проблемы. Ведь владельцы банков, у которых были отобраны лицензии, могли с лёгкостью купить себе другой банк и таким образом решить свои проблемы.

Андрея Козлова похоронили на Троекуровском кладбище.
Президент Путин, принявший 15 сентября в своей сочинской резиденции руководителя Центробанка Игнатьева, заявил, что убийство Андрея Козлова — результат «обострения ситуации в борьбе с преступностью в сфере экономики». Для обсуждения ситуации Путин специально вызвал в Сочи руководителя Службы экономической безопасности ФСБ России Александра Бортникова, Министра внутренних дел России Рашида Нургалиева, Генерального прокурора России Юрия Чайку. Выступая перед телекамерами, президент заявил, что использование российских банковских институтов для криминальных целей продолжается, и ежемесячно в стране «обналичиваются миллиарды рублей» и за границу выводятся «огромные финансовые ресурсы», которые используются для выдачи зарплаты, не облагаемой налогами, для взяток чиновникам, для финансирования террористической деятельности и нужд наркомафии.
Также высказывались предположения, что Андрей Козлов мог быть убит из-за предпринятого им расследования предполагаемого отмывания и вывода на запад денег российских чиновников банками «Дисконт» и «Райффайзен».

### Расследование убийства
В октябре 2006 года были задержаны трое граждан Украины, уроженцы Луганска — Половинкин, Прогляда, Белокопытов, — которым было предъявлено обвинение в непосредственном исполнении убийства.
В декабре 2006 года генеральный прокурор Юрий Чайка объявил о раскрытии убийства.
11 января 2007 года Генпрокуратура РФ объявила о задержании заказчика убийства Козлова. Им оказался бывший председатель правления ВИП-банка Алексей Френкель.
Френкель работал в банке с 2000 года (в то время банк именовался «Виза»), занимая высокопоставленные должности в правлении и совете директоров банка. В 2004—2005 «ВИП-банк» не был допущен в систему страхования вкладов физических лиц, в связи с чем он покинул пост Председателя правления банка и ушёл в другой бизнес. У «ВИП-Банка», через полгода после ухода из него Френкеля, в июне 2006 Центробанк отозвал лицензию на банковскую деятельность. Многие участники рынка считают, что отзыв лицензии был связан с тем, что Френкель через суд доказал незаконность недопуска «ВИП-Банка» в систему страхования вкладов физических лиц (лицензия была отозвана менее чем через два месяца после решения суда).
13 ноября 2008 года Френкель приговорён Мосгорсудом к 19 годам тюрьмы как заказчик убийства Козлова. Фактически Френкель пробыл в заключении 16 лет, в 2023 году вышел на свободу.
В свою очередь, гособвинение требовало для Френкеля и непосредственного исполнителя Половинкина пожизненного заключения, а для остальных фигурантов дела — сроки от 9 до 20 лет колонии.
Остальным шести подсудимым Мосгорсуд назначил наказание от 6 лет лишения свободы до пожизненного заключения.
Суд также удовлетворил гражданский иск потерпевших на 10 миллионов рублей в пользу отца убитого Козлова. Суд постановил взыскать с Френкеля, Половинкина и с Прогляды по два миллиона рублей, а с остальных обвиняемых — по 1 миллиону рублей.
Подсудимый Белокопытов был оправдан судом по статье «незаконное хранение оружия», но признан виновным в убийстве, суд назначил ему наказание 10 лет заключения. К подсудимому Богдану Погоржевскому суд применил 64 статью УК РФ и назначил ему наказание ниже предусмотренного за данное преступление — 6 лет заключения в колонии строгого режима. Один из непосредственных исполнителей убийства, Алексей Половинкин, приговорён к пожизненному заключению, а Максим Прогляда — к 24 годам лишения свободы. Двух посредников, Лиану Аскерову и Бориса Шафрая, суд приговорил к 13 и 14 годам заключения соответственно.
Кроме того, судья Наталья Олихвер вынесла частное определение в адрес коллегии адвокатов о принятии мер в отношении ряда участвовавших в процессе адвокатов.
Последний, восьмой по счёту фигурант уголовного дела об убийстве Козлова, Андрей Космынин, совместно с Погоржевским доставивший оружие к месту убийства, был приговорён 19 марта 2010 года к 9 годам лишения свободы.
По свидетельству самого Френкеля заказчиком убийства был генерал армии, первый заместитель директора ФСБ России Сергей Смирнов.

## Память
В память об Андрее Андреевиче Козлове была инициирована стипендиальная программа. Её учредителями выступили Центральный банк Российской Федерации, Ассоциация российских банков и МДМ Банк.
Андрей Козлов отводил большую роль подготовке финансистов, считал, что только высокообразованные люди имеют право управлять банковской системой страны. Основной целью стипендиальной программы его имени является поощрение студентов с отличными знаниями в области экономики и финансов, создание условий для их включения в профессиональную деятельность и достижения результатов, имеющих большой общественный резонанс.
Первый конкурсный отбор на получение стипендии состоялся весной 2007 года в Новосибирском государственном университете. Именно в этом вузе незадолго до трагических событий Андрей Козлов выступал с лекцией и встречался со студентами экономического факультета.
За время действия программы помимо НГУ к ней присоединились Уральский государственный технический университет (УГТУ-УПИ, Екатеринбург), Тихоокеанский государственный университет (ТОГУ, Хабаровск), Южно-Уральский государственный университет (ЮУрГУ, Челябинск), Томский государственный университет (ТГУ, Томск) и Тюменский государственный университет (ТюмГУ, Тюмень).
Стипендиатами стали более 30 студентов этих вузов. Размер стипендии победителей весеннего этапа программы 2010 года составляет 14 тысяч рублей в месяц.
Программа во втором семестре 2009—2010 учебного года состоялась в трёх вузах:
- 19 марта 2010 — Томский государственный университет,
- 13 апреля 2010 — Уральский государственный технический университет-УПИ,
- 27 апреля 2010 — Новосибирский государственный университет.